# Insanity and Genius
Insanity and Genius je v pořadí třetí studiové album německé power metalové skupiny Gamma Ray a zároveň poslední album kapely, na kterém zpíval Ralf Scheepers. Skladbu "Heal Me" zpívá Kai Hansen, skladbu "Your Tørn Is Over" zpívá Dirk Schlächter. Pokračuje trend kapely, který spočívá ve střídání členů. Jan Rubach nahradil Uwe Wessela na basovou kytaru a Thomas Nack vystřídal Uli Kusche ve hře na bicí.

## Seznam skladeb
| Číslo | Název                             | Autor textu       | Autor hudby                 | Délka |
| ----- | --------------------------------- | ----------------- | --------------------------- | ----- |
| 1     | "Tribute to the Past"             | Kai Hansen        | Hansen/Jan Rubach           | 5:04  |
| 2     | "No Return"                       | Hansen            | Hansen                      | 4:06  |
| 3     | "Last Before the Storm"           | Hansen            | Hansen                      | 4:29  |
| 4     | "The Cave Principle"              | Hansen            | Hansen                      | 6:51  |
| 5     | "Future Madhouse"                 | Ralf Scheepers    | Hansen                      | 4:07  |
| 6     | "Gamma Ray (Birth Control cover)" | Bruno Frenzel     | Frenzel                     | 5:20  |
| 7     | "Insanity & Genius"               | Thomas Nack       | Rubach                      | 4:30  |
| 8     | "18 Years"                        | Scheepers         | Dirk Schlächter/Scheepers   | 5:23  |
| 9     | "Your Turn Is Over"               | Schlächter/Hansen | Schlächter                  | 3:53  |
| 10    | "Heal Me"                         | Schlächter/Hansen | Schlächter                  | 7:32  |
| 11    | "Brothers"                        | Hansen/Scheepers  | Hansen/Scheepers/Schlächter | 5:15  |

### Japonské vydání
| Číslo | Název    | Autor textu      | Autor hudby      | Délka |
| ----- | -------- | ---------------- | ---------------- | ----- |
| 12    | "Heroes" | Hansen/Scheepers | Hansen/Scheepers | 4:59  |

### Znovuvydání 2002
| Číslo | Název                                                | Autor textu              | Autor hudby    | Délka |
| ----- | ---------------------------------------------------- | ------------------------ | -------------- | ----- |
| 12    | "Gamma Ray (extended version) (Birth Control cover)" | Frenzel                  | Frenzel        | 7:26  |
| 13    | "Exciter (Judas Priest cover)"                       | Rob Halford/Glenn Tipton | Halford/Tipton | 5:01  |
| 14    | "Save Us (live)"                                     | Hansen                   | Hansen         | 5:41  |

## Osoby
- Ralf Scheepers - zpěv
- Kai Hansen - kytara, zpěv
- Dirk Schlächter - kytara, klávesy, zpěv
- Jan Rubach - basová kytara
- Thomas Nack - bicí